# هاشم الاتاسی
هاشم الاتاسی (به عربی: هاشم الأتاسی) (متولد ۱۸۷۵ در شهر حمص سوریه – متوفی ۵ دسامبر ۱۹۶۰) وی از تاریخ ۱۷ اوت ۱۹۴۹ تا ۲۴ دسامبر ۱۹۴۹ و از ۳ مه ۱۹۲۰ تا ۲۸ ژوئیه ۱۹۲۰ تصدی نخست‌وزیری سوریه را برعهده داشت. وی دومین رئیس‌جمهور سوریه در جمهوری یکم سوریه از تاریخ ۲۱ دسامبر ۱۹۳۶ تا ۷ ژوئن ۱۹۳۹ بود و بار دیگر نیز این منصب را در تاریخ ۱۹۴۹ بر گرده گرفت که کودتای ادیب شیشکلی در ۲۴ دسامبر ۱۹۵۱ به رئیس‌جمهوریش به‌طور موقت پایان داد، اما وی دوباره در تاریخ ۱ مارس ۱۹۵۴ تا ۶ سپتامبر ۱۹۵۵، این منصب را بر گرده گرفت. وی مناصب سیاسی گوناگونی را در سوریه به گرده گرفته بود نظیر دو بار نخست‌وزیر بود و همچنین وی در رأس کنگره ملی سوریه، مجلس مؤسسان و کمیته قانون‌گذاری سوریه قرار داشت.
الاتاسی در خانواده‌ای ثروتمند و سرشناس واقع در حمص، پرورش یافت. پدرش خالد الاتاسی مفتی حمص بود. وی در حمص و استانبول به تحصیل پرداخت و در زمان امپراتوری عثمانی در بیروت و حمص شاغل بود. وی یکی از نزدیکان به فیصل یکم در زمان پادشاهی عربی سوریه بود و پس از آن نیز فعال سیاسی خواستار آزادی و مخالف قیمومت فرانسه بر سوریه و لبنان بود. یکی از اقدامات مهمش برای مقابله با استعمار فرانسه تأسیس و رهبری تشکل ملی سوریه بود، این حزب نقش بارزی در عرصهٔ سیاسی سوریه قبل از ۱۹۶۳ بازی می‌کرد.
یوسف الحکیم وی را شخصیتی محبوب و حکیم در میان مردم با وجود اختلاف نظرها توصیف می‌کند.

## دوران تحصیلات و اوایل فعالیت‌های سیاسی
خانوادهٔ اتاسی در حمص جزء زمین‌داران بودند و از نظر تملک ثروت مشهور بودند، همچنین در زمان امپراتوری عثمانی خانواده‌اش فعالیت سیاسی داشت. الاتاسی در تاریخ ۶ دسامبر ۱۸۷۵ در حمص تولد شد و در همان‌جا دروس ابتدایی و دبیرستان را گذراند، سپس به استانبول رفت و در رشتهٔ اداره امور عمومی در آکادمی ملکی درست خواند و سال ۱۸۹۵ از آنجا فارغ‌التحصیل شد. شروع زندگی سیاسیش در امپراتوری عثمانی سال ۱۸۹۸ زمانی که کارمند ویژه در ولایت بیروت عثمانی گماشته شد بود. پس از شروع جنگ جهانی اول در سال ۱۹۱۴ استاندار حمص، حما، بعلبک، یافا و آناتولی شد. بعد از جنگ جهانی اول سال ۱۹۱۸ الاتاسی در گروه خواستاران استقلال سوریه از امپراتوری عثمانی بود و به عنوان عضو در کنگره ملی سوریه فعالیت کرد و همچنین وی نخستین عضو مجلس سوریه در تاریخ این کشور شد. در ۸ مارس ۱۹۲۰ شروع پادشاهی عربی سوریه اعلان شد و الاتاسی همراه اعضای کنگره ملی سوریه با پادشاه فیصل یکم بیعت کرد همچنین ریاست کمیتهٔ پیش‌نویس قانون اساسی پادشاهی سوریه را برگرده گرفت که به این قانون در ژوئن ۱۹۲۰ عمل شد اما عمل به این قانون مدت زیادی به سبب سقوط پادشاهی عربی سوریه به طول نینجامید. بعد از استعفای دولت دوم الرکابی، پادشاه فیصل یکم الاتاسی را مکلف به تشکیل دولت جدید کرد، وی در تاریخ ۲ مه ۱۹۲۰ دولت جدید را تشکیل داد تا دومین شخصی باشد که نخست‌وزیری سوریه را بر عهده می‌گیرد اما دولتش کوتاه مدت بود؛ فرانسه سوریه را مورد تهاجم قرار داد و هانری گورو هشداری به سوی دولت فرستاد که به هشدار گوررو شهرت یافت، این هشدار ۱۳ ژوئن ۱۹۲۰ پذیرفته شد، در تاریخ ۱۵ ژوئن همان سال نیز حالت فوق‌العاده اعلام شد و انحلال نیروهای مسلح سوریه که جزء اصلی این هشدار بود در ۲۰ ژوئن اجرایی شد که باعث شروع اعتراضات گسترده در دمشق و دیگر شهرهای سوریه شد. معترضان قلعه دمشق را تصرف کردند که دولت را وادار به شلیک مستقیم به مردم کرد که منجر به کشته شدن بیست تن شد البته کار به این شرایط محدود نبود و هانری گورو فرماندهٔ ارتش فرانسه در شرق، به دلیل این که قبول هشدار از طرف مسؤلان سوری به وی نرسیده‌است نیروهایش را آزاد گذاشت تا از بیروت به دمشق در ۲۱ ژوئیه ۱۹۲۰ حرکت کنند، این ارتش با بازماندگان ارتش پادشاهی فیصل و نیروهای داوطلب در جنگ میسلون تاریخ ۲۴ ژوئیه ۱۹۲۰ مواجه شد که به‌راحتی ارتش فرانسه سوری‌ها را شکست دادند. فرانسوی‌ها به دمشق در ۲۵ ژوئیه وارد شدند. فرانسوی‌ها پس از اشغال سوریه فرانسه دولتی را به ریاست علاءالدین دروبی زیر نظر استعمار خودشان تشکیل دادند، سه روز پس از آن نیز پادشاه فیصل را تبعید کردند تا پادشاهی عربی سوریه، پس از سه ماه نخست‌وزیری هاشم الاتاسی به پایان کار خود برسد.

## تحت‌الحمایگی فرانسه
در زمان انقلاب بزرگ سوری به دلیل اینکه این قیام مسلحانه بود الاتاسی از شرکت در آن خودداری کرد و گفت: «استقلال با نتیجهٔ پیروزمندی حق می‌آید نه با خشونت». در اکتبر ۱۹۲۷ اتاسی با گروهی از فعالان سیاسی که مبارزان با تحت‌الحمایگی فرانسه بر سوریه شناخت می‌شدند نظیر شکری قوتلی، سعدالله الجابری، فارس الخوری و…، آغاز به کار «تشکل ملی سوریه» را اعلان کردند، این تشکل نقش مهمی در عرصه سیاسی سوریه تا تاریخ ۱۹۶۳ بازی کرد و اعضای این گروه چندین دولت در زمان تحت‌الحمایگی و استقلال تشکیل دادند.

## رئیس‌جمهوری

### اغتشاشات و تفاهم‌نامه ۱۹۳۶

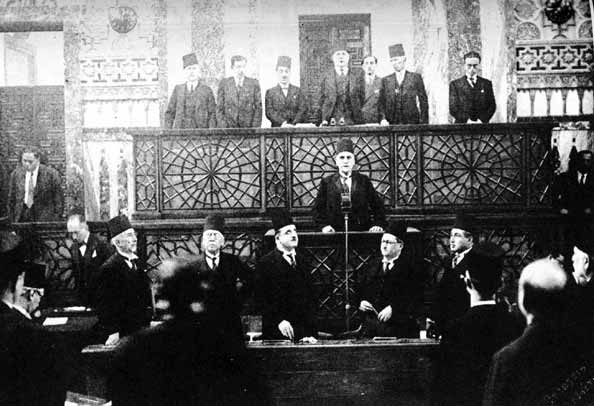
جشن به قدرت رسیدن هاشم الاتاسی در مجلس نمایندگان سوریه برگزار شده در تاریخ ۲۱ دسامبر ۱۹۳۶، که این تصویر الاتاسی را در حال سخنرانی نشان می‌دهد.

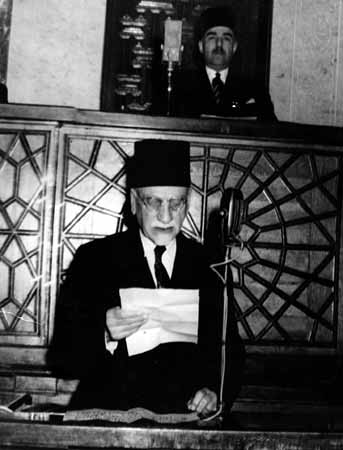
هاشم الاتاسی در حال سخنرانی برای انتخاب شدنش برای بار دوم، که پس از سرنگونی کودتای حسنی الزعیم بود.

در ۲۱ دسامبر ۱۹۳۵ تشکل ملی شروع به برگزاری چهلم ابراهیم هنانو در دانشگاه دمشق کرد، فارس الخوری در این مراسم «پیوند ملی» اعلان کرد، پس از پایان این مراسم اغتشاشات خونینی در سوریه به پا خواست که رئیس‌جمهور وقت محمدعلی عابد و نخست‌وزیرش شیخ تاج نتوانست که آن را سرکوب کند. با روی دادن این اغتشاشات دفترهای تشکل ملی سوریه در دمشق و حلب بسته شد و برخی از رهبرانش چون سعدالله الجابری بازداشت شد که مردم سوریه در پاسخ در دمشق و دیگر شهرهای سوریه شصت روز اعتصاب کردند که ارتش فرانسه را وادار به پخش شدن در خیابان‌های اصلی دمشق کرد و کمیسر عالی فرانسه در سوریه، دی مارتیل تهدید به بمباران دمشق همان‌گونه که در سال ۱۹۲۵ روی‌داده بود کرد. همزمان با این روی‌دادها در عراق، لبنان، اردن، فلسطین و مصر تظاهراًت‌هایی برای پشتیبانی مردم سوریه انجام شد همچنین بریتانیا نیز پشتیبان سوری‌ها بود. بر اثر فشارهای بین‌المللی کمیسر عالی فرانسه در سوریه مجبور به دیدار با رئیس تشکل ملی، هاشم الاتاسی شد، در این دیدار تفاهم شد که دولت جدید تشکیل شود و هیأتی نیز به فرانسه فرستاده شود تا برای تفاهمنامه جدید که حقوق مردم سوریه را تضمین کند با مسؤلان فرانسوی گفتگو کند؛ بر اثر این دیدار و تفاهم رسیدن دو طرف دولت تاج‌الدین حسنی استعفا کرد و پس از این استعفا چهارمین دولت و آخرین دولت در زمان رئیس‌جمهوری محمدعلی عابد، با ریاست عطا الایوبی در ۲۳ فوریه]] ۱۹۳۶ تشکیل شد؛ حوالی ۲۱ مارس هیأتی از تشکل ملی به فرانسه با رهبر هاشم الاتاسی رفت، گفتمان شش ماه تا سپتامبر همان سال به طول انجامید تا سرانجام تفاهم بین دو طرف در ۹ سپتامبر اعلان شد و بندهای این تفاهم در ۲۲ اکتبر ابلاغ عمومی شد. در نزدکی به پایان رسیدن اکتبر هیئت ملی اعزام شده از پاریس با قطار به حلب بازگشت که شاهد استقبال مردمی گسترده‌ای بود که تشکل ملی ایجاد کرده بود. در این استقبال کمیسر عالی فرانسه دی مارتیل نیز حضور داشت و تفاهمنامه روی‌داده را به «معجزهٔ قرن بیستم» توصیف کرد. شهرهای دمشق و حلب و دیگر شهرهای سوریه به نشانهٔ خوشحالی بازگشت این هیئت به مدت چند روز خیابان‌ها و میدان‌ها را به نشانهٔ خوشحالی زینت دادند.